# Łódź (voivodia)
Voivodia de Łódź (em polonês/polaco: województwo łódzkie) é uma unidade da divisão administrativa da Polônia e uma das 16 voivodias, localizada na parte central do país. Abrange uma área de 18 218,95 km². Segundo dados de 31 de dezembro de 2018, a voivodia era habitada por 2,5 milhões de pessoas. Possui a menor cobertura florestal do país. A sede das autoridades da voivodia é a cidade de Łódź.

## História
Fundada em 1999 a partir das voivodias da divisão administrativa anterior:
- Łódź (totalidade)
- Sieradz (totalidade)
- Piotrków (exceto as comunas de Fałków e Kluczewsko)
- Skierniewice (exceto as comunas dos condados de Sochaczew e Żyrardów)
- Płock (apenas as comunas dos condados de Kutno e Łęczyca e a comuna de Kiernozia)
- Kalisz (apenas as comunas do condado de Wieruszów)
- Częstochowa (apenas 5 comunas dos condados de Pajęczno e Radomsko)
- Konin (apenas as comunas de Uniejów, Grabów e Świnice Warckie)
- Radom (apenas a comuna de Drzewica).

O desenvolvimento administrativo e econômico das voivodias de Łęczyca, Sieradz, Rawa e Łódź ao longo de toda a história do Estado polonês foi apresentado em detalhes na monografia do prof. Marek Koter.

## Geografia
Segundo dados de 1 de janeiro de 2014, a área da voivodia era de 18 218,95 km².
Segundo dados de 2010, a voivodia de Łódź tinha a menor cobertura florestal entre todas as voivodias - 21,1%. Segundo dados de 31 de dezembro de 2012 na voivodia de Łódź, as florestas cobriam uma área de 386,1 mil ha, que constituiu 21,2% de sua área. Cerca de 100 ha de florestas foram localizadas dentro do parque nacional (Ośrodek Żodowów Żubrów em Smardzewice, que faz parte do Parque Nacional Kampinos).

### Localização administrativa
A voivodia está localizada na região central da Polônia e faz fronteira com as voivodias:
- Cujávia-Pomerânia, ao longo de 28,8 km ao norte
- Mazóvia, ao longo de 314,4 km a norte e leste
- Opole, ao longo de 56,2 km a sudoeste
- Silésia, ao longo de 112,6 km ao sul
- Santa Cruz, ao longo de 152,1 km a sudeste
- Grande Polônia, ao longo de 280,3 km a oeste

### Localização geográfica física

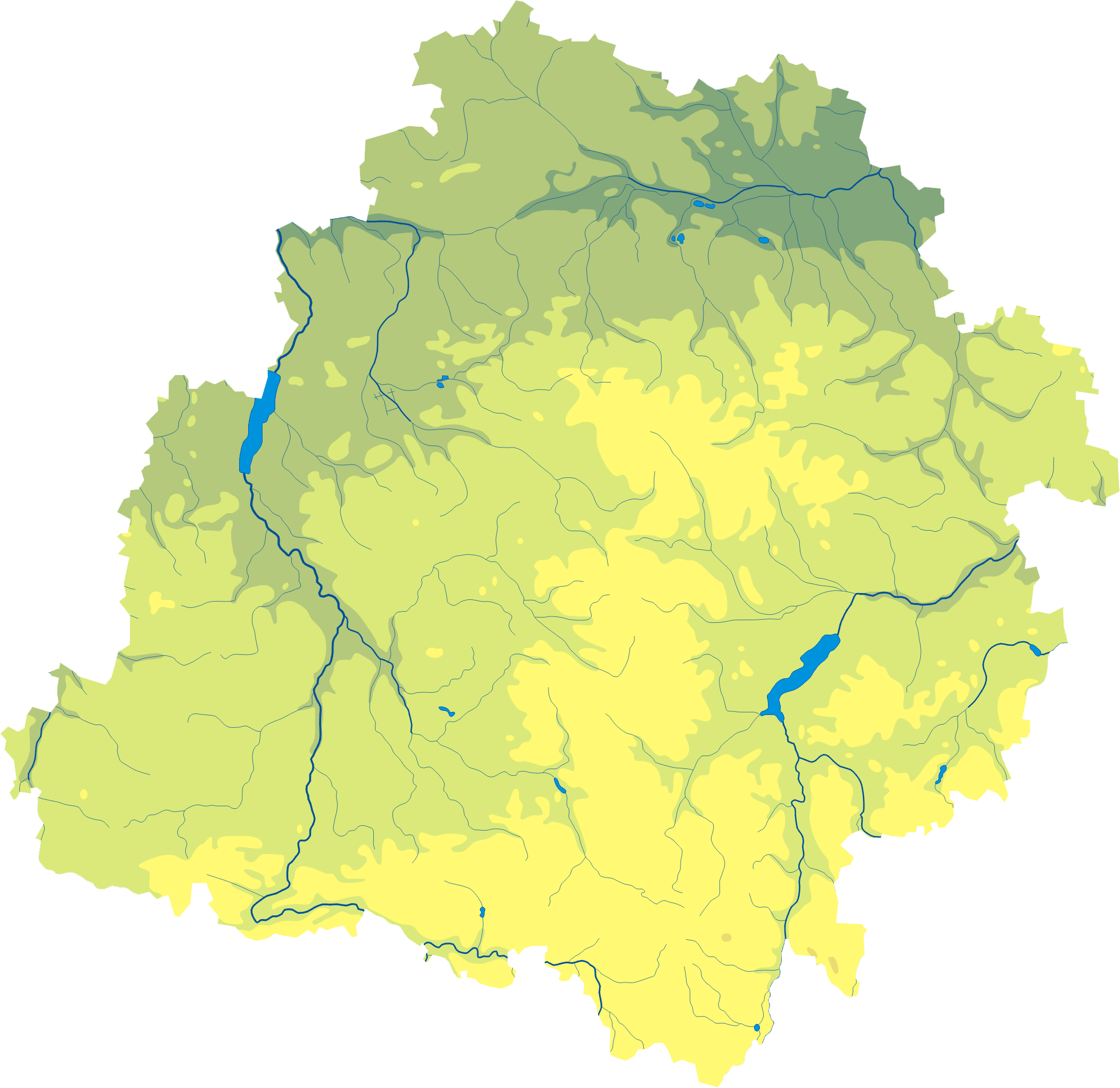
Mapa físico da voivodia de Łódź

A voivodia de Łódź fica na fronteira de duas grandes unidades geomorfológicas: as terras baixas da Europa Central e as terras altas da Polônia. Portanto, na parte norte da voivodia dominam vastas e quase planas planícies, e colinas no sul.
Em termos físicos e geográficos, a grande maioria da voivodia é ocupada pelo platô de Łódź delimitado a oeste pelo vale do rio Varta, a leste pelo vale do rio Pilica, a norte pelo vale periglacial Varsóvia-Berlim e a sul conectada às terras altas da Polônia (Colinas Radomsko).

### Topografia
No sentido norte-sul, a província se estende por 172 km, ou seja, 1°33′03″. No sentido leste-oeste, a extensão da voivodia é de 179 km, o que na dimensão angular dá 2°35′05″.
Coordenadas geográficas de pontos extremos:
- norte: 52°23′38″ latitude N – (Condado de Kutno),
- sul: 50°50′35″ latitude N – (Condado de Radomsko),
- oeste: 18°04′28″ longitude E – (Condado de Wieruszów),
- leste: 20°39′33″ longitude E – (Condado de Rawa).

As características do relevo são planícies (altura média 169,6 m a.n.m.)
Os pontos mais altos são os cumes, natural de Fajna Ryba - 347 m a.n.m. e criado artificialmente Góra Kamieńska - 386 m a.n.m.

## Urbanização
Existem 44 cidades na voivodia de Łódź, incluindo 3 cidades com direitos de condado. As cidades estão classificadas por população. População em 31 de dezembro de 2018, área de acordo com a Agência Central de Estatística em 30 de junho de 2014:
| Cidade               | População (31 de dezembro de 2018) | Área [km²] |
| -------------------- | ---------------------------------- | ---------- |
| Łódź                 | 685 285                            | 293,25     |
| Piotrków Trybunalski | 73 670                             | 67,24      |
| Pabianice            | 65 283                             | 32,99      |
| Tomaszów Mazowiecki  | 62 649                             | 41,3       |
| Bełchatów            | 57 432                             | 34,64      |
| Zgierz               | 56 529                             | 42,33      |
| Skierniewice         | 48 178                             | 36,08      |
| Radomsko             | 46.087                             | 51,43      |
| Kutno                | 44 172                             | 33,59      |
| Sieradz              | 42 267                             | 51,22      |
| Zduńska Wola         | 42 094                             | 24,57      |
| Łowicz               | 28 501                             | 23,42      |
| Wieluń               | 22 973                             | 16,90      |
| Aleksandrów Łódzki   | 21 682                             | 13,82      |
| Opoczno              | 21 327                             | 24,75      |
| Ozorków              | 19 456                             | 15,46      |
| Konstantynów Łódzki  | 18 096                             | 27,25      |
| Rawa Mazowiecka      | 17 404                             | 14,28      |
| Łask                 | 17 344                             | 15,67      |
| Głowno               | 14 291                             | 19,84      |
| Łęczyca              | 14 094                             | 8,95       |
| Koluszki             | 13 026                             | 9,90       |
| Brzeziny             | 12 547                             | 21,58      |
| Wieruszów            | 8 568                              | 5,97       |
| Żychlin              | 8 220                              | 8,68       |
| Zelów                | 7 636                              | 10,75      |
| Poddębice            | 7 448                              | 5,87       |
| Tuszyn               | 7 292                              | 23,25      |
| Pajęczno             | 6 781                              | 20,23      |
| Sulejów              | 6 204                              | 26,26      |
| Działoszyn           | 5 922                              | 4,94       |
| Krośniewice          | 4 375                              | 4,18       |
| Drzewica             | 3 844                              | 4,81       |
| Przedbórz            | 3 572                              | 6,08       |
| Stryków              | 3 494                              | 8,15       |
| Rzgów                | 3 401                              | 16,77      |
| Złoczew              | 3 384                              | 13,79      |
| Warta                | 3 263                              | 10,85      |
| Biała Rawska         | 3.197                              | 9,53       |
| Uniejów              | 2 984                              | 12,23      |
| Kamieńsk             | 2 782                              | 11,99      |
| Wolbórz              | 2 337                              | 15,18      |
| Lututów              | 2 235                              | 18,95      |
| Błaszki              | 2 122                              | 1,62       |
| Szadek               | 1 917                              | 17,93      |
| Piątek               | 1 908                              | 1,33       |

## Divisão administrativa
| Brasão | Bandeira | Condado              | Sede das autoridades | Área [km²] | População (31 de dezembro de 2018) | Densidade populacional [hab./km²] |
| ------ | -------- | -------------------- | -------------------- | ---------- | ---------------------------------- | --------------------------------- |
|        |          | Bełchatów            | Bełchatów            | 967,60     | 112 997                            | 117                               |
|        |          | Brzeziny             | Brzeziny             | 358,56     | 30 890                             | 86                                |
|        |          | Kutno                | Kutno                | 886,86     | 97 295                             | 110                               |
|        |          | Łask                 | Łask                 | 618,23     | 50 103                             | 81                                |
|        |          | Łęczyca              | Łęczyca              | 772,75     | 50 143                             | 65                                |
|        |          | Łowicz               | Łowicz               | 988,17     | 78 616                             | 80                                |
|        |          | Łódź Oriental        | Łódź                 | 499,76     | 71 705                             | 143                               |
|        |          | Opoczno              | Opoczno              | 1040,19    | 76 623                             | 74                                |
|        |          | Pabianice            | Pabianice            | 492,18     | 119 289                            | 242                               |
|        |          | Pajęczno             | Pajęczno             | 803,82     | 51 597                             | 65                                |
|        |          | Piotrków             | Piotrków Trybunalski | 1428,74    | 91 315                             | 64                                |
|        |          | Poddębice            | Poddębice            | 881,21     | 41 205                             | 47                                |
|        |          | Radomsko             | Radomsko             | 1442,57    | 113 315                            | 79                                |
|        |          | Rawa                 | Rawa Mazowiecka      | 646,20     | 48 808                             | 76                                |
|        |          | Sieradz              | Sieradz              | 1490,83    | 118 240                            | 79                                |
|        |          | Skierniewice         | Skierniewice         | 753,57     | 38.195                             | 51                                |
|        |          | Tomaszów             | Tomaszów Mazowiecki  | 1024,79    | 117.259                            | 114                               |
|        |          | Wieluń               | Wieluń               | 926,48     | 76 699                             | 83                                |
|        |          | Wieruszów            | Wieruszów            | 577,13     | 42 213                             | 73                                |
|        |          | Zduńska Wola         | Zduńska Wola         | 369,23     | 66 766                             | 181                               |
|        |          | Zgierz               | Zgierz               | 855,18     | 165 916                            | 194                               |
|        |          | Łódź                 | –                    | 293,25     | 685 285                            | 2337                              |
|        |          | Piotrków Trybunalski | –                    | 67,24      | 73 670                             | 1096                              |
|        |          | Skierniewice         | –                    | 34,41      | 48 178                             | 1222                              |
|        |          |                      | Total =              | 18 218,95  | 2 466 322                          | 135                               |

## Demografia
Segundo os dados de 31 de dezembro de 2018, a voivodia possuía 2 466 322 habitantes.
Dados de 31 de dezembro de 2018:
| Descrição                         | Total         | Total         | Mulheres      | Mulheres      | Homens        | Homens        |
| --------------------------------- | ------------- | ------------- | ------------- | ------------- | ------------- | ------------- |
| unidade                           | habitantes    | %             | habitantes    | %             | habitantes    | %             |
| população                         | 2 466 322     | 100           | 1 291 163     | 52            | 1 175 159     | 48            |
| superfície                        | 18 218,96 km² | 18 218,96 km² | 18 218,96 km² | 18 218,96 km² | 18 218,96 km² | 18 218,96 km² |
| densidade populacional (hab./km²) | 135           | 135           | 71            | 71            | 64            | 64            |

- Pirâmide etária para os habitantes da voivodia de Łódź em 2014.[9]

## Religião
Existem quatro metrópoles católicas na voivodia de Łódź: Częstochowa, Poznań, Łódź e Gniezno. Existe também uma diocese da Igreja Católica Grega na Polônia, Igreja Católica Polonesa na República da Polônia, Antiga Igreja Católica Mariavita na Polônia, Igreja Católica dos Mariavitas na Polônia, Igreja Nacional Católica na Polônia e Antiga Igreja Católica na República da Polônia. Igrejas ortodoxas: Igreja Ortodoxa Autocéfala da Polônia e Igreja Apostólica Armênia. O protestantismo é representado pela Igreja Evangélica de Augsburgo, Igreja Evangélica Metodista, Igreja Batista, Igreja Evangélica, Igreja Cristã, Igreja Pentecostal, Igreja dos Cristãos da Fé Evangélica, Igreja Adventista do Sétimo Dia, Igreja Cristã do Cenáculo e Aliança. Na voivodia de Łódź, também existem as Testemunhas de Jeová, a Associação Budista do Caminho Diamante da Linha Karma Kagyu, a Igreja de Jesus Cristo dos Santos dos Últimos Dias, Judaísmo, Islamismo e Budismo.

## Administração e política

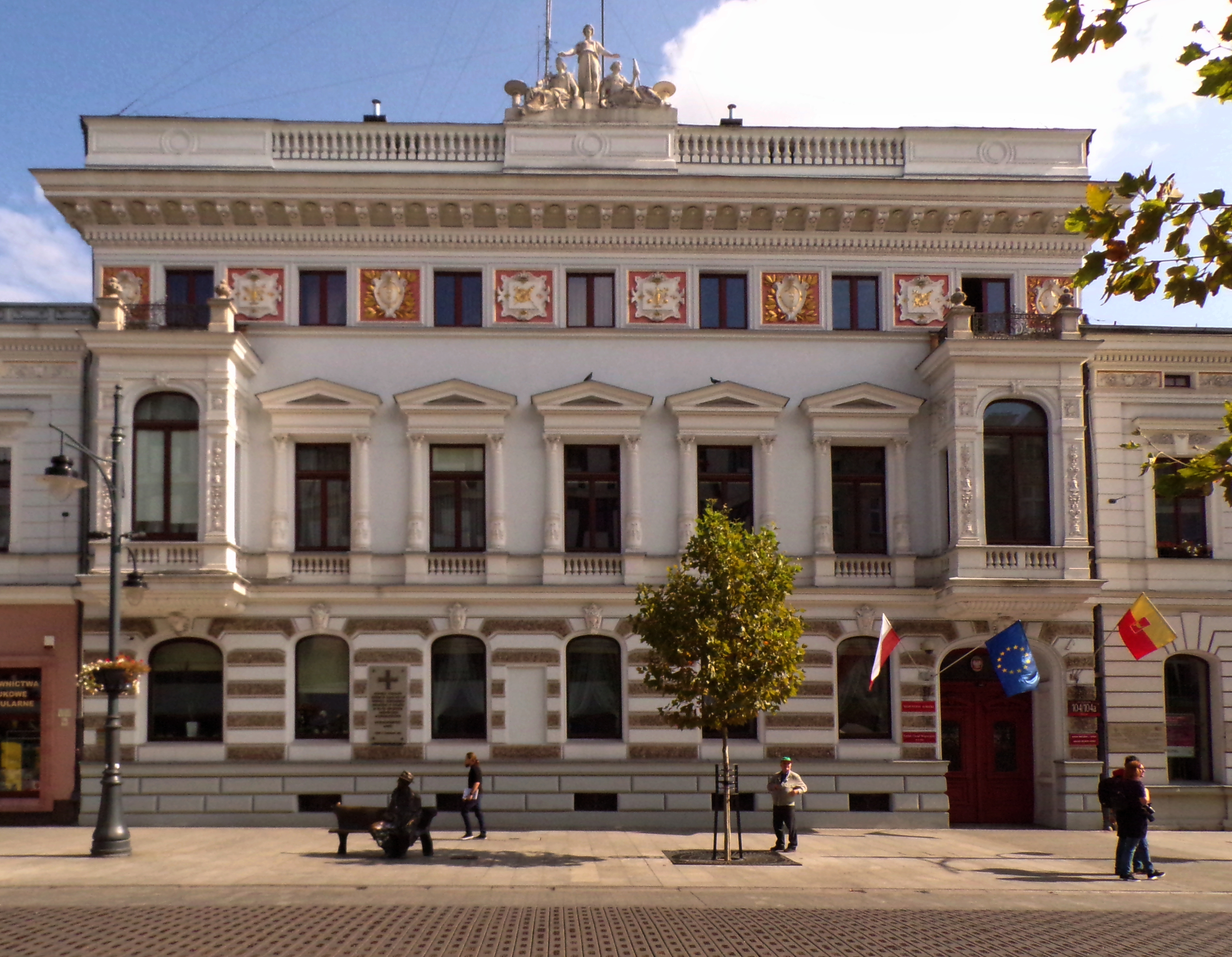
A sede do gabinete da voivodia de Łódź em Łódź

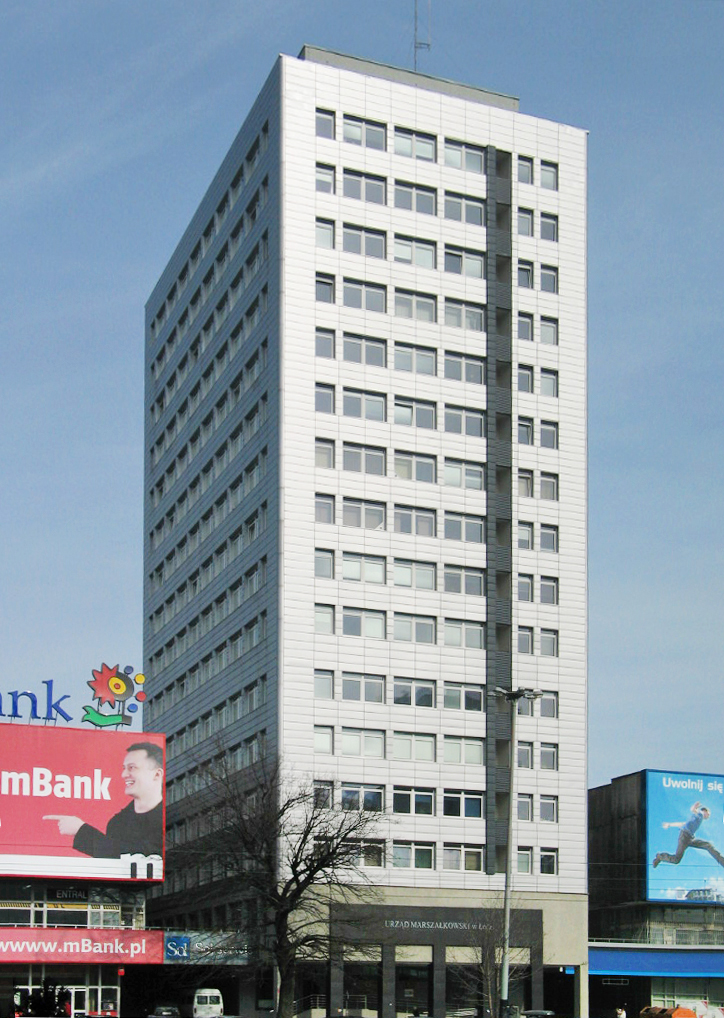
Edifício do gabinete do marechal em Łódź

### Governo autônomo
O órgão autônomo é o Parlamento da voivodia de Łódź, composto por 33 conselheiros. A sede do conselho regional é Łódź. O Parlamento elege o órgão executivo do governo autônomo, que é o conselho da voivodia, composto por 5 membros com seu marechal.
Marechais da voivodia de Łódź:
- Waldemar Matusewicz (1999–2001)
- Mieczysław Teodorczyk (2001–2004)
- Stanisław Witaszczyk (2004–2006)
- Włodzimierz Fisiak (2006–2010)
- Witold Stępień (2010-2018)
- Grzegorz Schreiber (desde 2018)

### Administração governamental
O órgão de administração do governo local é o Voivoda de Łódź, nomeado pelo primeiro-ministro. A sede do voivoda é Łódź, onde está localizado o gabinete da voivodia de Łódź.

## Economia

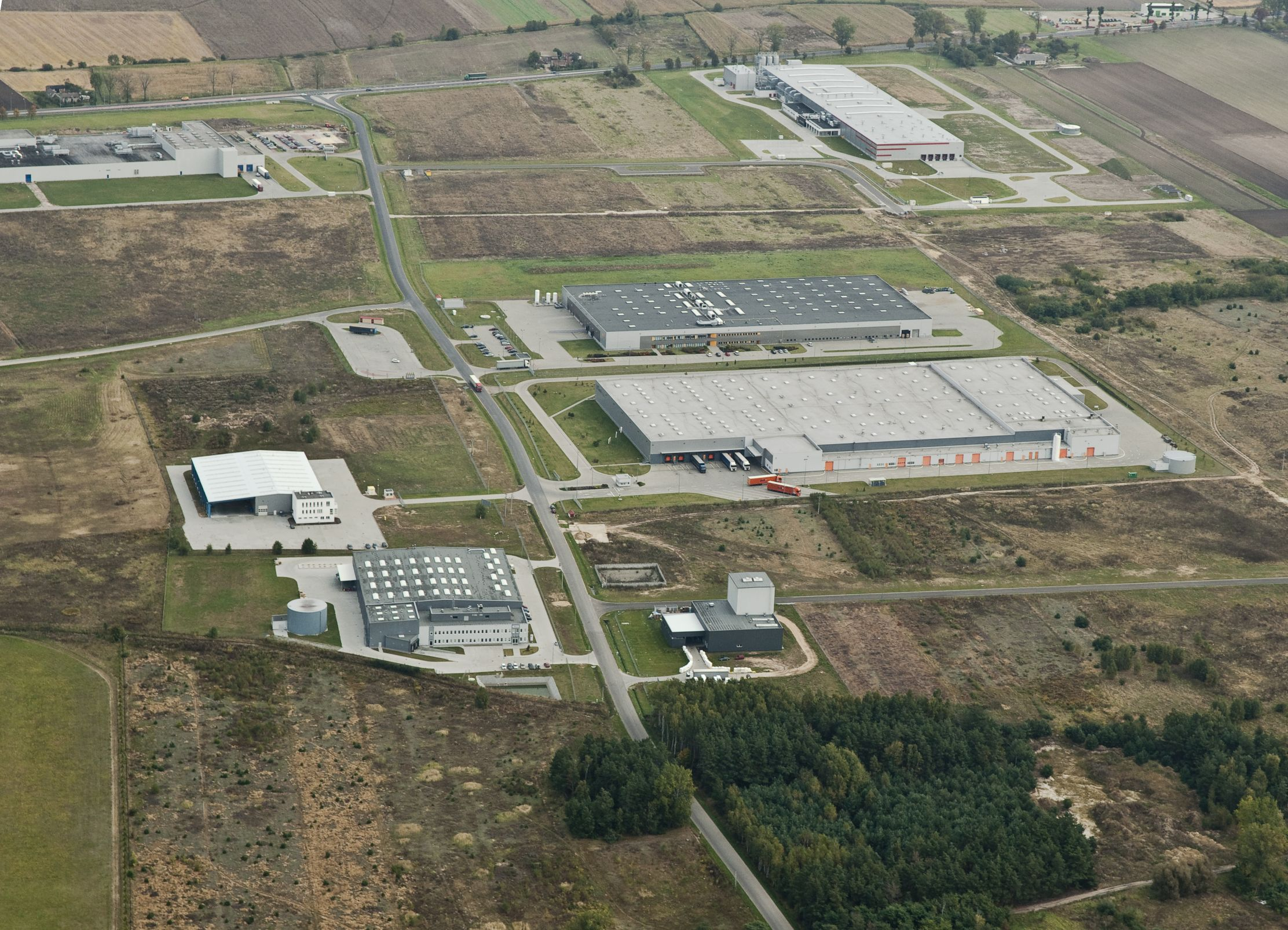
Subzona Kutno da Zona Econômica Especial de Łódź

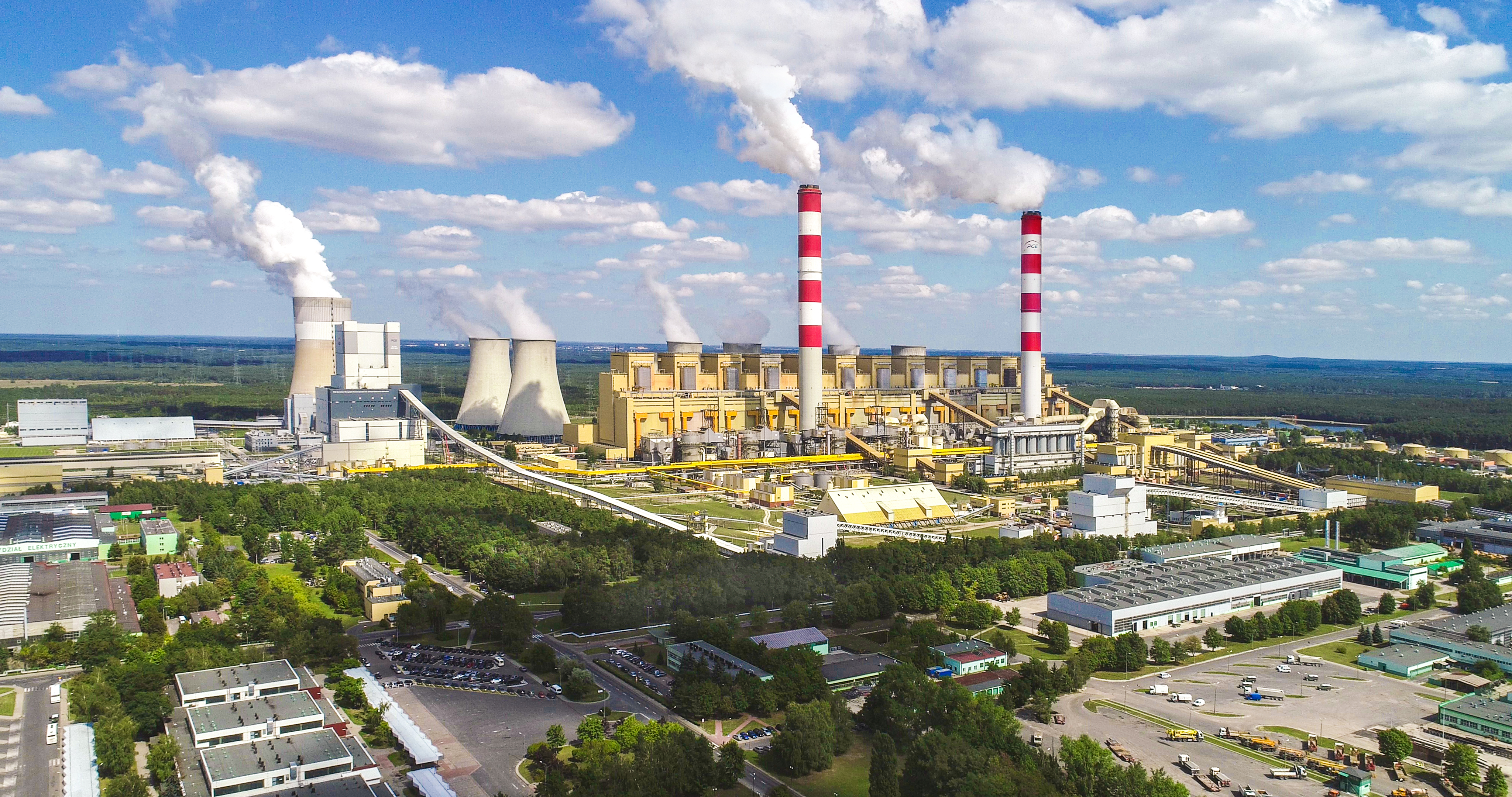
Estação de energia de Bełchatów

Em 2012, o produto interno bruto da região da voivodia de Łódź atingiu 98,8 bilhões de zlótis, representando 6,1% do PIB da Polônia. O produto interno bruto per capita foi de 39,0 mil zlótis (93,2% da média nacional), que colocou Łódź em sexto lugar em relação a outras voivodias.
O salário médio mensal de um habitante da voivodia de Łódź no terceiro trimestre de 2011 foi de 3316,60 zlótis, o que a colocou em 9.º lugar em relação a todas as voivodias.
No final de março de 2012, o número de desempregados registrados na voivodia cobria aproximadamente 152,8 mil habitantes, que é a taxa de desemprego de 13,8% para os economicamente ativos.
Segundo dados de 2016, 2,7% dos residentes nos domicílios da voivodia de Łódź tiveram despesas abaixo da linha de extrema pobreza (isto é, estavam abaixo do mínimo de subsistência).

### Recursos minerais
- Lignito - Bełchatów (a maior mina da Europa).

### Indústrias
Os maiores centros:
- Distrito Industrial de Łódź (anteriormente têxtil)
- Distrito Industrial de Piotrkowsko-Bełchatów (Bełchatów - energia, mineração, Piotrków Trybunalski - indústria de precisão, logística)

As maiores empresas industriais (de acordo com a receita total):
- Usina de Bełchatów em Rogowiec
- Zakład Energetyczny Łódź - Teren SA (atualmente parte da PGE)
- Dalkia Łódź SA (anteriormente usina termelétrica e combinada em Łódź)
- Łódzki Zakład Energetyczny SA (atualmente parte da PGE)

## Transportes

### Transporte rodoviário
Dentro da voivodia existem 1179 km de estradas da voivodia, 7975 km dos condados e 13380 km das comunas (2008)..
| Estrada                                | Rota | Comprimento atual na voivodia [km] | Observações                                                               |
| -------------------------------------- | --- | ---------------------------------- | ------------------------------------------------------------------------- |
| Estrada Nacional N.º 1 (Polônia) · E75 | Łódź – Piotrków Trybunalski – Radomsko – Częstochowa – Koziegłowy – Siewierz – Dąbrowa Górnicza | 104                                |                                                                           |
| Autoestrada A1 (Polônia) · E75         | Gdańsk – Toruń – Łódź – Piotrków Trybunalski – Częstochowa – Gliwice – Gorzyczki – fronteira polaco-tcheca | 67,3                               |                                                                           |
| Autoestrada A2 (Polônia) · E30         | fronteira polaco-alemã – Świecko – Poznań – Łódź – Varsóvia (entroncamento "Konotopa") – ... – Varsóvia (entroncamento "Lubelska") – Biała Podlaska – Kukuryki – fronteira polaco-bielorrussa Bielorrússia                                             | 108                                |                                                                           |
| Autoestrada A2 (Polônia) · E30         | Breslávia (Psie Pole) – Kępno – Sieradz – A1 (Łódź) – ... – A1 (Piotrków Trybunalski) – Rawa Mazowiecka – Varsóvia – Ostrów Mazowiecka – Zambrów – Choroszcz S19                                                                                       | 104                                |                                                                           |
| Estrada Nacional N.º 12 (Polônia)      | fronteira polaco-alemã – Łęknica – Drożów 3 – Głogów – Leszno – Jarocin – Kalisz – Sieradz – Piotrków Trybunalski – Sulejów – Radom – Zwoleń – Puławy – Lublin – Dorohusk – fronteira polaco-ucraniana                                                 | 159                                |                                                                           |
| Via expressa S12 (Polônia)             | Piotrków Trybunalski – Sulejów – Radom – Puławy – Kurów – Lublin – Piaski – Chełm – Dorohusk – fronteira polaco-ucraniana | ?                                  | Não há trechos em operação na voivodia                                    |
| Estrada Nacional N.º 14 (Polônia)      | Łowicz – Stryków – Łódź – Pabianice | 83,2                               |                                                                           |
| Via expressa S14 (Polônia)             | Anel viário ocidental de Łódź A2 – S8 | 13,7                               | Trecho em operação Łódź-Lublinek – Róża, outros trechos estão planejados. |
| Estrada Nacional N.º 42 (Polônia)      | Namysłów – Kluczbork – Praszka – Rudniki – Działoszyn – Pajęczno – Nowa Brzeźnica – Radomsko – Przedbórz – Ruda Maleniecka – Końskie – Skarżysko-Kamienna – Rudnik                                                                                     | 97,8                               |                                                                           |
| Estrada Nacional N.º 43 (Polônia)      | Wieluń 45 – Rudniki – Kłobuck – Częstochowa | 16                                 |                                                                           |
| Estrada Nacional N.º 45 (Polônia)      | Zabełków 78 – Krzyżanowice – Racibórz – Krapkowice – Opole – Bierdzany – Kluczbork – Praszka – Wieluń – Złoczew | 32,6                               |                                                                           |
| Estrada Nacional N.º 48 (Polônia)      | Tomaszów Mazowiecki – Inowłódz – Klwów – Potworów – Białobrzegi – Głowaczów – Kozienice – Słowiki Nowe – Sieciechów – Opactwo – Dęblin – Moszczanka – Kock                                                                                             | 35,9                               |                                                                           |
| Estrada Nacional N.º 60 (Polônia)      | Łęczyca – Kutno – Gostynin – Łąck – Płock – Bielsk – Drobin – Ciechanów – Różan – Ostrów Mazowiecka | 37,8                               |                                                                           |
| Estrada Nacional N.º 70 (Polônia)      | Łowicz – Skierniewice – Zawady | 37,7                               |                                                                           |
| Estrada Nacional N.º 71 (Polônia)      | Stryków – Zgierz – Konstantynów Łódzki – Pabianice – Rzgów | 52,2                               |                                                                           |
| Estrada Nacional N.º 72 (Polônia)      | Konin – Turek – Łódź – Rawa Mazowiecka | 121                                |                                                                           |
| Estrada Nacional N.º 74 (Polônia)      | – Wieluń – Bełchatów – Piotrków Trybunalski -Sulejów – Żarnów – Ruda Maleniecka – Kielce – Łagów – Opatów – Ożarów – Annopol – Kraśnik – Janów Lubelski – Frampol – Gorajec – Szczebrzeszyn – Zamość – Hrubieszów – Zosin – fronteira polaco-ucraniana | ~ 150                              |                                                                           |
| Via expressa S74 (Polônia)             | (Sulejów) – Kielce – Opatów – Tarnobrzeg – Stalowa Wola – S19 (Nisko) | ?                                  | Não há trechos em operação na voivodia                                    |
| Estrada Nacional N.º 83 (Polônia)      | Turek – Sieradz | 28,6                               |                                                                           |
| Estrada Nacional N.º 91 (Polônia)      | Gdańsk – Tczew – 1 (entroncamento "Nowe Marzy") – ... – Głuchów – Piotrków Trybunalski – Kamieńsk – Radomsko – Kłomnice – Częstochowa | 147                                |                                                                           |
| Estrada Nacional N.º 92 (Polônia)      | Varsóvia – Sochaczew – Łowicz – Kutno – Koło – Konin – Września – Poznań – Rzepin | 75,3                               |                                                                           |

### Transporte ferroviário
Ferrovias em operação na voivodia:
- Ferrovia n.° 1 - Varsóvia Central → Katowice
- Ferrovia n.° 3 - Varsóvia Oeste →  Frankfurt nad Odrą
- Ferrovia n.° 4 - Grodzisk Mazowiecki → Zawiercie
- Ferrovia n.° 11 - Skierniewice → Łowicz Główny
- Ferrovia n.° 12 - Skierniewice → Łuków
- Ferrovia n.° 14 - Łódź Kaliska → Forst-Baršć
- Ferrovia n.° 15 - Bednary → Łódź Kaliska
- Ferrovia n.° 16 - Łódź Widzew → Kutno
- Ferrovia n.° 17 - Łódź Fabryczna → Koluszki
- Ferrovia n.° 18 - Kutno → Piła Główna
- Ferrovia n.° 22 - Tomaszów Mazowiecki → Radom
- Ferrovia n.° 24 - Piotrków Trybunalski → Bełchatów → Zarzecze
- Ferrovia n.° 25 - Łódź Kaliska → Dębica
- Ferrovia n.° 33 - Kutno → Brodnica
- Ferrovia n.° 53 - Tomaszów Mazowiecki → Spała
- Ferrovia n.° 131 - Chorzów Batory → Tczew
- Ferrovia n.° 181 - Herby Nowe → Oleśnica
- Ferrovia n.° 458 - Łódź Fabryczna → Łódź Widzew
- Ferrovias de bitola estreita - Rogów - Rawa - Biała

### Transporte aéreo

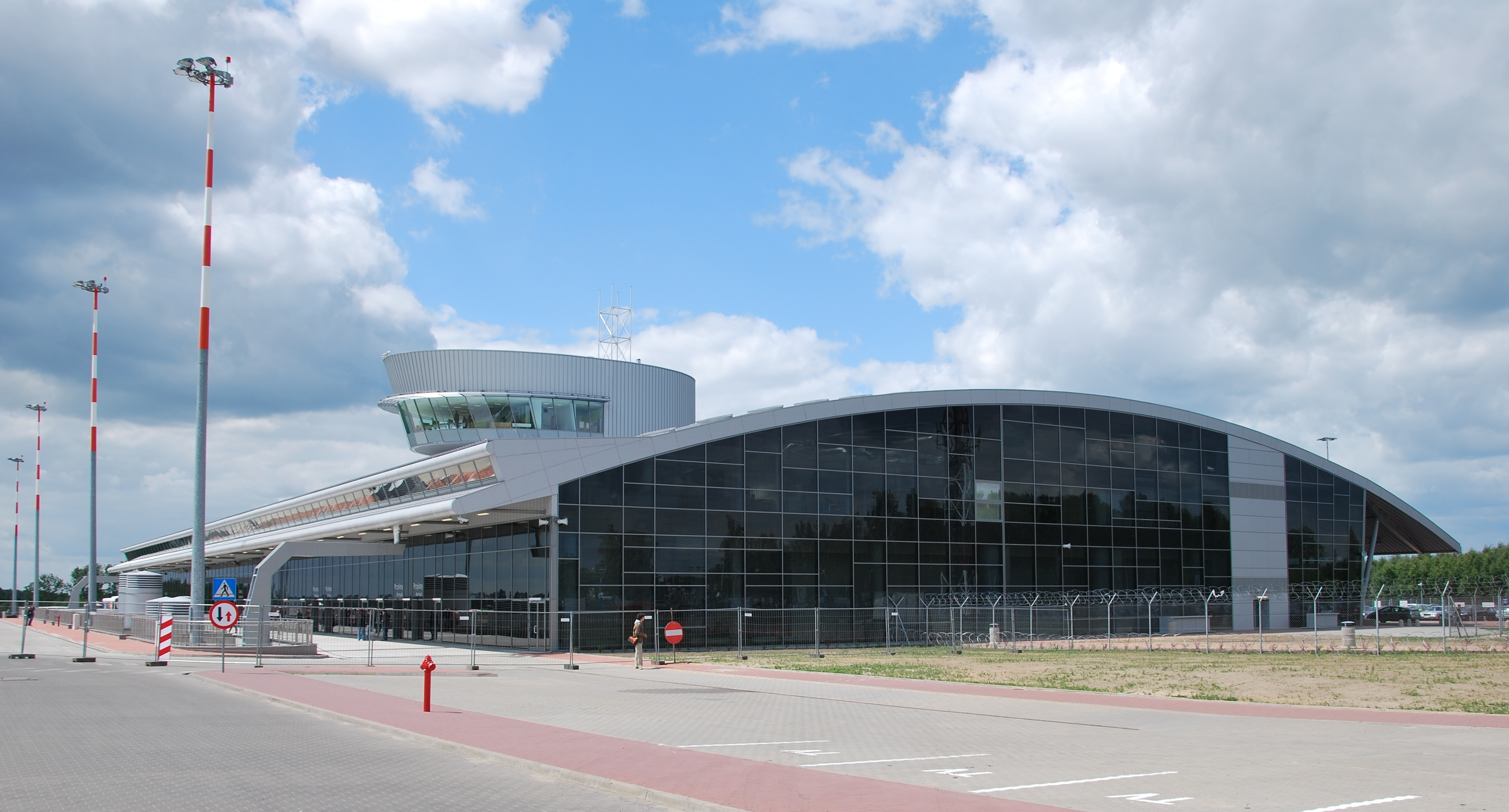
Terminal I do aeroporto de Lublinek

Os seguintes aeroportos estão localizados na voivodia:
- Aeroporto de Goszczanów - pista multifuncional da grama
- Aeroporto de Kamieńsk-Orla Góra - industrial com pista de concreto asfáltico
- Aeroporto Łęczyca-Leźnica Wielka - base aérea militar
- Aeroporto Lodz-Lublinek - aeroporto com tráfego internacional regular de passageiros
- Aeroporto de Łask - base aérea militar capaz de aceitar aeronaves civis
- Aeroporto de Piotrków Trybunalski - pista multifuncional de concreto asfáltico
- Aeroporto de Tomaszów Mazowiecki - base aérea militar

## Proteção ambiental

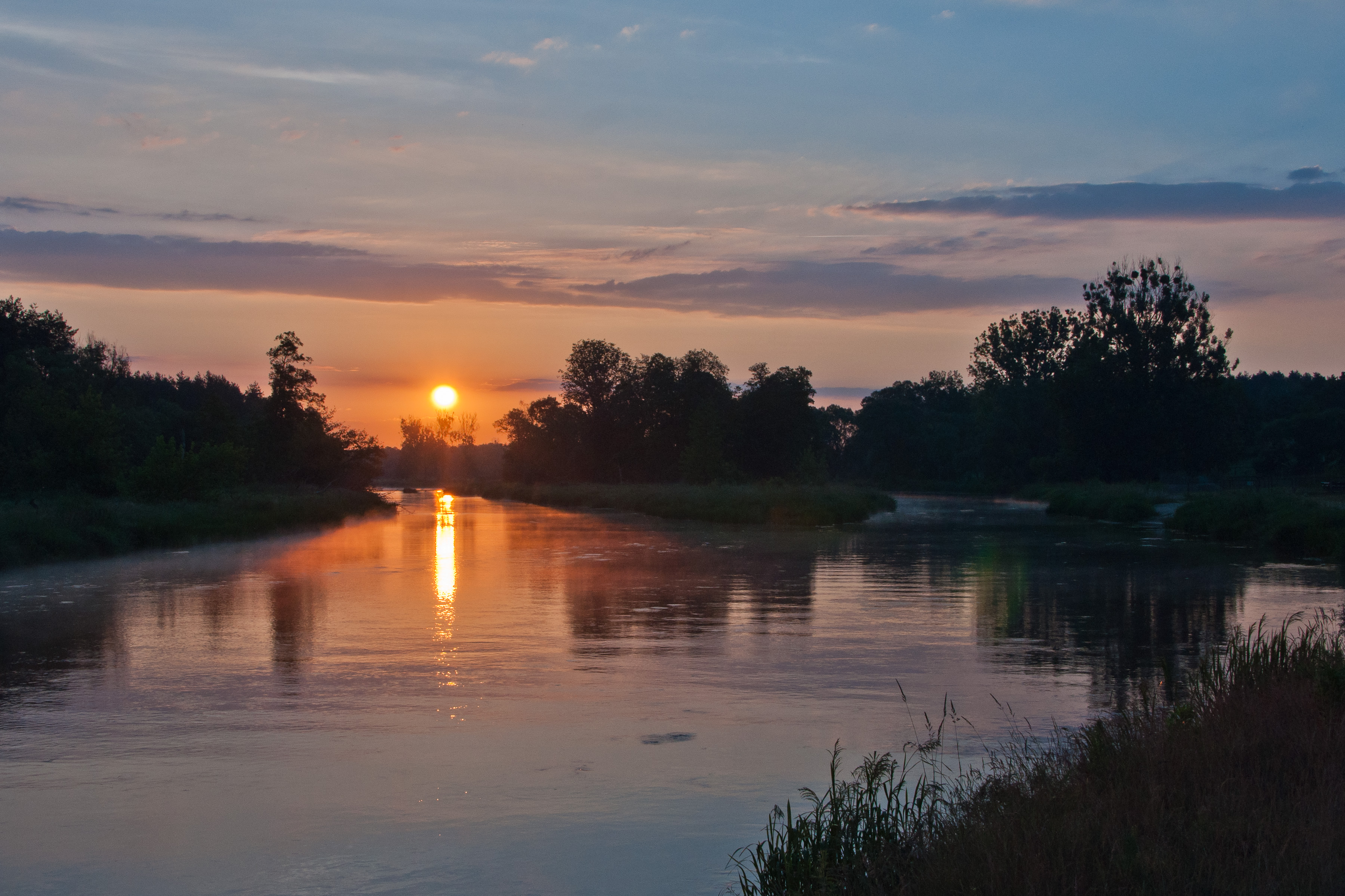
Parque paisagístico Załęczański - rio Varta perto de Lisowice

O sistema de proteção da paisagem cobre quase 9% da área da voivodia (aprox. 1800 km²). Existem 89 reservas naturais e 7 parques paisagísticos:
- Parque paisagístico Załęczański,
- Parque paisagístico Przedborski,
- Parque paisagístico de Sulejów,
- Parque paisagístico de Spalski,
- Parque paisagístico dos rios Varta e Widawka Miedzyrzecz,
- Parque paisagístico das colinas de Łódz,
- Parque paisagístico de Bolimów.

## Ciência e educação

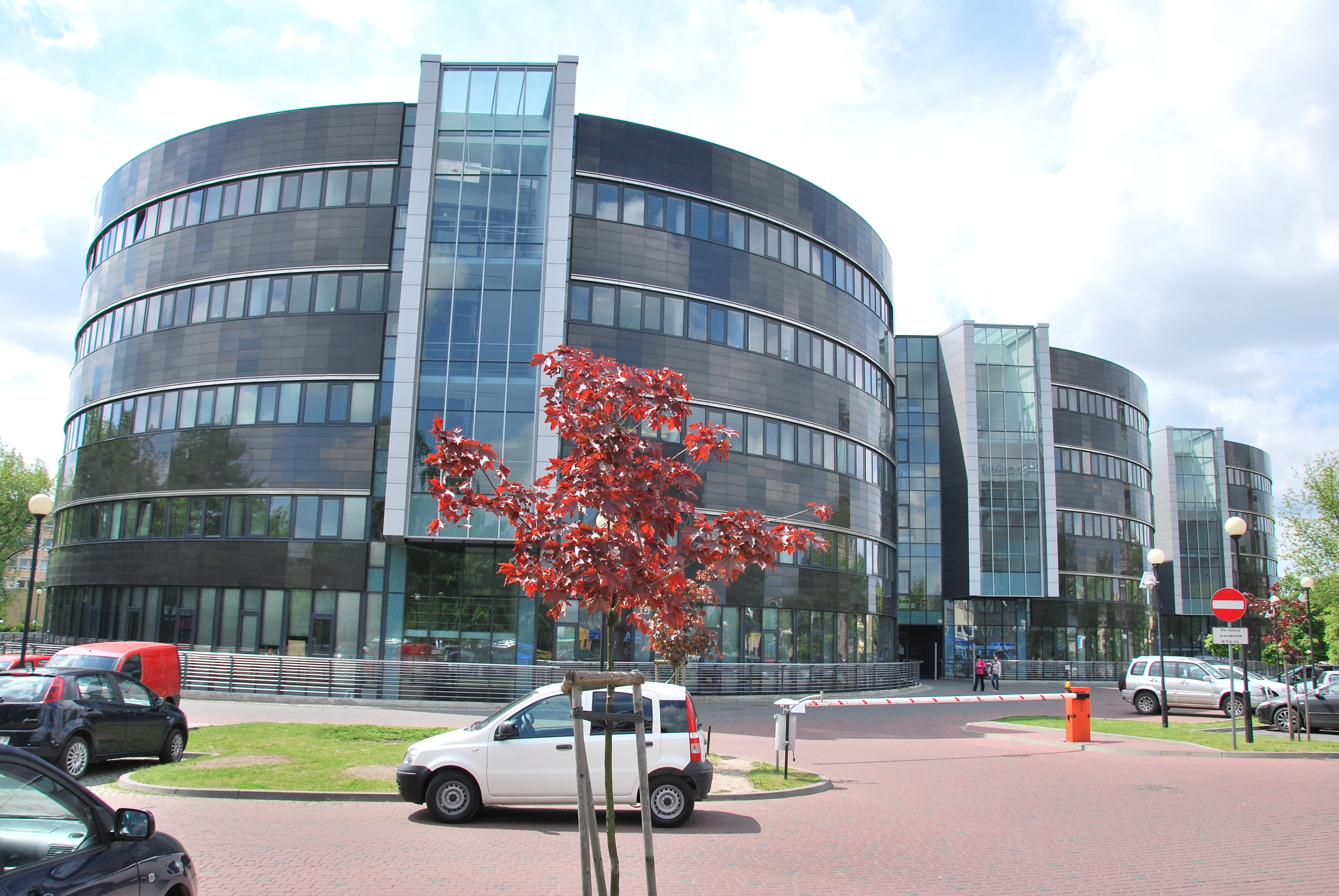
Edifício da Faculdade de Direito da Universidade de Łódz

- Universidades públicas (Academia de Belas Artes, Academia de Música, Escola Nacional de Cinema, Televisão e Teatro, Universidade de Tecnologia de Łódz, Universidade de Medicina de Łódz e a maior universidade da região - Universidade de Łódz).
- 22 universidades particulares em Łódz, incluindo a maior universidade pública da Universidade de Humanidades e Economia em Łódź na Polônia. Também existem muitas filiais nas cidades maiores da região (Tomaszów Mazowiecki, Piotrków Trybunalski, Skierniewice, Bełchatów, Sieradz, Kutno e Wieluń).

## Segurança pública
Existe um centro de notificação de emergência na voivodia de Łódź, localizado em Łódź, que atende as chamadas de emergência direcionadas aos números de emergência 112, 997, 998 e 999.